# 今治城
今治城是位於日本伊予國越智郡今治（現在的愛媛縣今治市通町）的城堡，又名「吹揚城」，現被列為愛媛縣史跡。今治城與大分縣的中津城和香川縣的高松城並列為日本三大水城，也是日本100名城之一。

## 歷史
原本此地的主城是位於唐子山山頂的國府城。慶長7年(1602年)，藤堂高虎為求有效治理當地而在今治建造新城。慶長9年(1606年)今治城完工後成為今治藩的政治中心。由於今治在當時是海上的交通要衝，因此決定將海水引入城堡周圍的護城河，成為此城的特色。慶長14年(1609年)，藤堂高虎轉封至伊勢國津城，今治城改由其養子藤堂高吉擔任城代。寛永12年(1635年)藤堂高吉改封至伊賀國名張後，由松平定房統治今治藩。此後松平氏統治今治藩直至明治時代。